# Coelioxys insolita
Coelioxys insolita är en biart som beskrevs av Holmberg 1903. Coelioxys insolita ingår i släktet kägelbin, och familjen buksamlarbin. Inga underarter finns listade i Catalogue of Life.